# Jacques-André Naigeon
Jacques-André Naigeon (París, 15 de julio de 1738-París, 28 de febrero de 1810) fue un artista, editor y hombre de letras francés. Es más conocido como filósofo ateo y materialista gracias a sus contribuciones a la Encyclopédie y a sus reelaboraciones de los manuscritos del barón d'Holbach y Diderot.

## Biografía
Tras probar suerte como pintor y escultor, Naigeon trabó amistad y se asoció con Denis Diderot, a quien ayudó con su labor en la Encyclopédie. Pronto se relacionó con la coterie holbachique, un grupo de pensadores radicales de la Ilustración francesa agrupados en torno al salón del barón d'Holbach en París. Naigeon rápidamente asimiló los principios ateos del barón y se convirtió en colaborador suyo, supervisando la imprenta clandestina que ambos poseían en Ámsterdam y editando los escritos de Holbach Morale Universelle y Essai sur les préjugés.
Presumiendo de poseer un exhaustivo conocimiento de los clásicos, Naigeon también editaría una traducción francesa de las obras de Séneca ya iniciada por Nicolas La Grange, publicándola junto con el Essai sur les régnes de Claude et de Néron de Diderot (París, 1778). Entre su producción editorial también se encuentran los Ensayos de Montaigne (1802) y una traducción de las cartas filosóficas de John Toland.
Naigeon llegaría a ser editor, compilador y comentador de los escritos de Diderot tras haber sido nombrado por este su albacea literario. Publicó una edición incompleta de las obras de Diderot en 1798 después de escribir Mémoires historiques et philosophiques sur la vie et les ouvrages de Diderot, un comentario inacabado acerca de su vida y obra.
La única creación original de Naigeon fue Le militaire philosophe, ou Difficultés sur la religion, proposées au Pére Malebranche (Ámsterdam, 1768), editada anónimamente y figurando la ciudad de Londres como lugar falso de publicación. Aun así, dicho opúsculo se basaba en un manuscrito anónimo escrito más de sesenta años atrás por el oficial de la Marina Robert Challe; además, el capítulo final se cree que fue redactado por Holbach. En esta obra, mayormente, se repetían los argumentos anticristianos y favorables al ateísmo y el materialismo determinista ya presentes en la literatura radical de la segunda mitad del siglo XVIII. Según el historiador Jonathan Israel, el libro fue pronto traducido al español bajo el título de El filósofo militar, circulando en copias manuscritas por España y sus colonias de América para ser finalmente prohibido por la Inquisición en 1777.
Tras la muerte de su socio Holbach en 1789, Naigeon tomó parte activa en la Revolución francesa. Tras el triunfo de esta, sería nombrado miembro del Instituto de Francia y de la Academia Francesa.
Naigeon continuó con sus ataques sobre la religión en su Diccionario de Filosofía Antigua y Moderna publicado en la Encyclopédie méthodique (1791-1794). En su discurso a la Asamblea Nacional de 1790 (Adresse à l'Assemblée nationale sur la liberté des opinions) abogó en favor de la libertad absoluta de prensa, y solicitando a la Asamblea que omitiera las referencias a Dios y la religión de su Declaración de los Derechos del Hombre.

## Obras
- Les Chinois, comedia escrita junto a Charles-Simon Favart (1756)
- Le Militaire philosophe ou, Difficultés sur la religion proposées au R.P. Malebranche (Ámsterdam, 1768)
- Éloge de La Fontaine (1775)
- Adresse à l'Assemblée nationale sur la liberté des opinions (1790)
- Dictionnaire de philosophie ancienne et moderne 3 vol. (1791-1794)
- Mémoire sur la vie et les œuvres de Diderot (1821)

### Ediciones en español
- Holbach y Naigeon (2018). El militar filósofo: objeciones sobre la religión. Pamplona: Editorial Laetoli. ISBN 9788494674297.